# Sabicea mollis
Sabicea mollis är en måreväxtart som beskrevs av Karl Moritz Schumann och Herbert Fuller Wernham. Sabicea mollis ingår i släktet Sabicea och familjen måreväxter. Inga underarter finns listade i Catalogue of Life.